# Giro di Romandia 2024
Il Giro di Romandia 2024, settantasettesima edizione della corsa, valevole come ventesima prova dell'UCI World Tour 2024 categoria 2.UWT, si svolse in cinque tappe, precedute da un cronoprologo, dal 23 al 28 aprile 2024, su un percorso di 656,98 km, con partenza da Payerne e arrivo a Vernier, in Svizzera. La vittoria fu appannaggio dello spagnolo Carlos Rodríguez, il quale completò il percorso in 15h44'46", alla media di 44,792 km/h, precedendo il russo Aleksandr Vlasov ed il tedesco Florian Lipowitz.

## Tappe
| Tappa  | Data      | Percorso                              | km     | Vincitore di tappa | Leader cl. generale |
| ------ | --------- | ------------------------------------- | ------ | ------------------ | ------------------- |
| Pr.    | 23 aprile | Payerne > Payerne (cron. individuale) | 2,28   | Maikel Zijlaard    | Maikel Zijlaard     |
| 1ª     | 24 aprile | Château-d'Œx > Friburgo               | 165,7  | Dorian Godon       | Dorian Godon        |
| 2ª     | 25 aprile | Friburgo > Salvan                     | 171    | Thibau Nys         | Thibau Nys          |
| 3ª     | 26 aprile | Oron > Oron (cron. individuale)       | 15,5   | Brandon McNulty    | Juan Ayuso          |
| 4ª     | 27 aprile | Saillon > Leysin                      | 151,7  | Richard Carapaz    | Carlos Rodríguez    |
| 5ª     | 28 aprile | Vernier > Vernier                     | 150,8  | Dorian Godon       | Carlos Rodríguez    |
| Totale | Totale    | Totale                                | 656,98 |                    |                     |

## Squadre e corridori partecipanti
| N.      | Cod. | Squadra                         |
| ------- | ---- | ------------------------------- |
| 1-7     | UAD  | UAE Team Emirates               |
| 11-17   | TVL  | Team Visma-Lease a Bike         |
| 21-27   | SOQ  | Soudal Quick-Step               |
| 31-37   | ADC  | Alpecin-Deceuninck              |
| 41-47   | LDT  | Lidl-Trek                       |
| 51-57   | BOH  | Bora-Hansgrohe                  |
| 61-67   | JAY  | Team Jayco AlUla                |
| 71-77   | TBV  | Bahrain Victorious              |
| 81-87   | IGD  | Ineos Grenadiers                |
| 91-97   | GFC  | Groupama-FDJ                    |
| 101-107 | DAT  | Decathlon AG2R La Mondiale Team |
| 111-117 | ARK  | Arkéa-B&B Hotels                |

| N.      | Cod. | Squadra                   |
| ------- | ---- | ------------------------- |
| 121-127 | COF  | Cofidis                   |
| 131-137 | MOV  | Movistar Team             |
| 141-147 | EFE  | EF Education-EasyPost     |
| 151-157 | DSM  | Team DSM-Firmenich PostNL |
| 161-167 | AST  | Astana Qazaqstan Team     |
| 171-177 | IWA  | Intermarché-Wanty         |
| 181-187 | LTD  | Lotto Dstny               |
| 191-197 | TUD  | Tudor Pro Cycling Team    |
| 201-207 | Q36  | Q36.5 Pro Cycling Team    |
| 211-217 | COR  | Corratec Vini Fantini     |
| 221-227 | CHE  | Svizzera                  |

## Dettagli delle tappe

### Prologo
- 23 aprile: Payerne > Payerne – Cronometro individuale – 2,28 km

Risultati
| Pos. | Corridore          | Squadra | Tempo |
| ---- | ------------------ | ------- | ----- |
| 1    | Maikel Zijlaard    | Tudor   | 2'55" |
| 2    | Cameron Scott      | Bahrain | a 1"  |
| 3    | Julian Alaphilippe | Soudal  | a 2"  |

| Pos. | Corridore          | Squadra | Tempo |
| ---- | ------------------ | ------- | ----- |
| 1    | Maikel Zijlaard    | Tudor   | 2'55" |
| 2    | Cameron Scott      | Bahrain | a 1"  |
| 3    | Julian Alaphilippe | Soudal  | a 2"  |

### 1ª tappa
- 24 aprile: Château-d'Œx > Friburgo – 165,7 km

Risultati
| Pos. | Corridore         | Squadra   | Tempo    |
| ---- | ----------------- | --------- | -------- |
| 1    | Dorian Godon      | Decathlon | 3h49'58" |
| 2    | Andrea Vendrame   | Decathlon | s.t.     |
| 3    | Gianni Vermeersch | Alpecin   | s.t.     |

| Pos. | Corridore          | Squadra   | Tempo    |
| ---- | ------------------ | --------- | -------- |
| 1    | Dorian Godon       | Decathlon | 3h52'46" |
| 2    | Gianni Vermeersch  | Alpecin   | a 6"     |
| 3    | Julian Alaphilippe | Soudal    | a 9"     |

### 2ª tappa
- 25 aprile: Friburgo > Salvan – 171 km

Risultati
| Pos. | Corridore       | Squadra   | Tempo    |
| ---- | --------------- | --------- | -------- |
| 1    | Thibau Nys      | Lidl      | 4'02'44" |
| 2    | Andrea Vendrame | Decathlon | s.t.     |
| 3    | Luke Plapp      | Jayco     | a 4"     |

| Pos. | Corridore       | Squadra   | Tempo    |
| ---- | --------------- | --------- | -------- |
| 1    | Thibau Nys      | Lidl      | 7h55'32" |
| 2    | Andrea Vendrame | Decathlon | a 4"     |
| 3    | Luke Plapp      | Jayco     | a 22"    |

### 3ª tappa
- 26 aprile: Oron > Oron – Cronometro individuale – 15,5 km

Risultati
| Pos. | Corridore           | Squadra | Tempo  |
| ---- | ------------------- | ------- | ------ |
| 1    | Brandon McNulty     | UAE     | 20'06" |
| 2    | Magnus Sheffield    | Ineos   | a 12"  |
| 3    | Felix Großschartner | UAE     | a 14"  |

| Pos. | Corridore        | Squadra | Tempo    |
| ---- | ---------------- | ------- | -------- |
| 1    | Juan Ayuso       | UAE     | 8h16'26" |
| 2    | Ilan Van Wilder  | Soudal  | a 7"     |
| 3    | Aleksandr Vlasov | Bora    | a 10"    |

### 4ª tappa
- 27 aprile: Saillon > Leysin – 151,7 km

Risultati
| Pos. | Corridore        | Squadra | Tempo    |
| ---- | ---------------- | ------- | -------- |
| 1    | Richard Carapaz  | EF      | 4h06'03" |
| 2    | Florian Lipowitz | Bora    | s.t.     |
| 3    | Carlos Rodríguez | Ineos   | a 10"    |

| Pos. | Corridore        | Squadra | Tempo     |
| ---- | ---------------- | ------- | --------- |
| 1    | Carlos Rodríguez | Ineos   | 12h22'46" |
| 2    | Aleksandr Vlasov | Bora    | a 7"      |
| 3    | Florian Lipowitz | Bora    | a 9"      |

### 5ª tappa
- 28 aprile: Vernier > Vernier – 150,8 km

Risultati
| Pos. | Corridore       | Squadra     | Tempo    |
| ---- | --------------- | ----------- | -------- |
| 1    | Dorian Godon    | Decathlon   | 3h22'00" |
| 2    | Simone Consonni | Lidl        | s.t.     |
| 3    | Dion Smith      | Intermarché | s.t.     |

| Pos. | Corridore        | Squadra | Tempo     |
| ---- | ---------------- | ------- | --------- |
| 1    | Carlos Rodríguez | Ineos   | 15h44'46" |
| 2    | Aleksandr Vlasov | Bora    | a 7"      |
| 3    | Florian Lipowitz | Bora    | a 9"      |

## Evoluzione delle classifiche
| Tappa              | Vincitore          | Classifica generale Maglia gialla | Classifica a punti Maglia arancione | Classifica scalatori Maglia azzurra | Classifica giovani Maglia bianca | Classifica a squadre Numero giallo |
| ------------------ | ------------------ | --------------------------------- | ----------------------------------- | ----------------------------------- | -------------------------------- | ---------------------------------- |
| Prol.              | Maikel Zijlaard    | Maikel Zijlaard                   | Maikel Zijlaard                     | non assegnata                       | Tim van Dijke                    | Bahrain Victorious                 |
| 1ª                 | Dorian Godon       | Dorian Godon                      | Dorian Godon                        | Juri Hollmann                       | Tim van Dijke                    | Bahrain Victorious                 |
| 2ª                 | Thibau Nys         | Thibau Nys                        | Andrea Vendrame                     | Juri Hollmann                       | Thibau Nys                       | Bora-Hansgrohe                     |
| 3ª                 | Brandon McNulty    | Juan Ayuso                        | Andrea Vendrame                     | Juri Hollmann                       | Juan Ayuso                       | UAE Team Emirates                  |
| 4ª                 | Richard Carapaz    | Carlos Rodríguez                  | Andrea Vendrame                     | Juri Hollmann                       | Carlos Rodríguez                 | UAE Team Emirates                  |
| 5ª                 | Dorian Godon       | Carlos Rodríguez                  | Dorian Godon                        | Juri Hollmann                       | Carlos Rodríguez                 | UAE Team Emirates                  |
| Classifiche finali | Classifiche finali | Carlos Rodríguez                  | Dorian Godon                        | Juri Hollmann                       | Carlos Rodríguez                 | UAE Team Emirates                  |

Maglie indossate da altri ciclisti in caso di due o più maglie vinte
- Nella 1ª tappa Cameron Scott ha indossato la maglia arancione al posto di Maikel Zijlaard.
- Nella 2ª tappa Gianni Vermeersch ha indossato la maglia arancione al posto di Dorian Godon.
- Nella 3ª tappa Luke Plapp ha indossato la maglia bianca al posto di Thibau Nys.
- Nella 4ª tappa Ilan Van Wilder ha indossato la maglia bianca al posto di Juan Ayuso.
- Nella 5ª tappa Florian Lipowitz ha indossato la maglia bianca al posto di Carlos Rodríguez.

## Classifiche finali

### Classifica generale - Maglia gialla
| Pos. | Corridore         | Squadra  | Tempo     |
| ---- | ----------------- | -------- | --------- |
| 1    | Carlos Rodríguez  | Ineos    | 15h44'46" |
| 2    | Aleksandr Vlasov  | Bora     | a 7"      |
| 3    | Florian Lipowitz  | Bora     | a 9"      |
| 4    | Ilan Van Wilder   | Soudal   | a 21"     |
| 5    | Juan Ayuso        | UAE      | a 27"     |
| 6    | Enric Mas         | Movistar | a 38"     |
| 7    | Richard Carapaz   | EF       | a 49"     |
| 8    | Lenny Martinez    | Groupama | a 52"     |
| 9    | T. Geoghegan Hart | Lidl     | a 1'02"   |
| 10   | Egan Bernal       | Ineos    | a 1'23"   |

### Classifica a punti - Maglia arancione
| Pos. | Corridore        | Squadra   | Punti |
| ---- | ---------------- | --------- | ----- |
| 1    | Dorian Godon     | Decathlon | 119   |
| 2    | Andrea Vendrame  | Decathlon | 111   |
| 3    | Thibau Nys       | Lidl      | 74    |
| 4    | Florian Lipowitz | Bora      | 43    |
| 5    | Aleksandr Vlasov | Bora      | 42    |

### Classifica scalatori - Maglia azzurra
| Pos. | Corridore       | Squadra   | Punti |
| ---- | --------------- | --------- | ----- |
| 1    | Juri Hollmann   | Alpecin   | 35    |
| 2    | Bart Lemmen     | Visma     | 24    |
| 3    | Fausto Masnada  | Soudal    | 23    |
| 4    | Nelson Oliveira | Movistar  | 18    |
| 5    | Andrea Vendrame | Decathlon | 16    |

### Classifica giovani - Maglia bianca
| Pos. | Corridore        | Squadra  | Tempo     |
| ---- | ---------------- | -------- | --------- |
| 1    | Carlos Rodríguez | Ineos    | 15h44'46" |
| 2    | Florian Lipowitz | Bora     | a 9"      |
| 3    | Ilan Van Wilder  | Soudal   | a 21"     |
| 4    | Juan Ayuso       | UAE      | a 27"     |
| 5    | Lenny Martinez   | Groupama | a 52"     |

### Classifica a squadre
| Pos. | Squadra                | Tempo     |
| ---- | ---------------------- | --------- |
| 1    | UAE Team Emirates      | 47h16'20" |
| 2    | Bora-Hansgrohe         | a 45"     |
| 3    | Ineos Grenadiers       | a 1'51"   |
| 4    | Q36.5 Pro Cycling Team | a 10'33"  |
| 5    | Groupama-FDJ           | a 12'11"  |